# František Slavík (politik)
František Slavík (* 15. července 1951) je komunální politik, bývalý starosta Starého Města a bývalý hejtman Zlínského kraje.
František Slavík vystudoval v letech 1968 až 1972 Střední průmyslovou školu Uherské Hradiště. Za socialismu stál stranou veřejného dění a pracoval v oddělení hospodářské a investiční činnosti Letu Kunovice. V roce 1989 vstoupil do politiky (nejdříve za Občanské fórum, od roku 1990 byl členem KDU-ČSL). V letech 1990 až 2000 působil jako starosta Starého Města.
V listopadu 2000 byl zvolen na kandidátce Čtyřkoalice do Zastupitelstva Zlínského kraje, o měsíc později se stal prvním hejtmanem Zlínského kraje. V roce 2004 obhájil post krajského zastupitele (tentokrát už na samostatné kandidátce KDU-ČSL), hejtmanem se však stal zástupce vítězné ODS. Na post krajského zastupitele kandidoval i v roce 2008, z nevolitelného 21. místa se však do Zastupitelstva Zlínského kraje nedostal.
Souběžně s krajskou politikou působil (a stále působí) i na komunální úrovni. Po zvolení hejtmanem sice odstoupil z funkce starosty Starého Města, zůstal však řadovým zastupitelem za KDU-ČSL a svůj mandát obhájil ve třech následujících volbách (2002, 2006 a 2010). V roce 2012 však František Slavík z KDU-ČSL vystoupil kvůli nesouhlasu s dalším směřováním strany (mimo jiné se neztotožnil s volbou Jiřího Čunka a Cyrila Svobody na post předsedy lidovců).